# 科基斯維爾 (馬里蘭州)
科基斯維爾（英語：Cockeysville, Maryland）是美国马里兰州巴尔的摩县的人口普查指定地点 （CDP）。 根据2010年的人口普查 ，人口为20,776。 

## 历史
本地得名於協力建立城镇的科基家族（Cockey）。 托马斯·科基（Thomas Cockey，1676–1737年）在1725年定居在石灰岩谷的泰勒大屋（Taylor's Hall）（現在的帕多尼亚路以北， 83号州际公路以东）。 约书亚·弗雷德里克·科基（Joshua Frederick Cockey，1765–1821）于1798年在该地区建造了第一批房屋，并于1810年在后来成为科基斯维尔（Cockeysville）村的地方興建了一個旅館，也是該地的第一座商业建筑。 他的儿子，法官约书亚·考基（Joshua F. Cockey，1800–1891）在該村庄度過了一生；在被任命为法官之前，他是一名商人，在1830年代，他修建了火车站（後來成為宾夕法尼亚铁路的停靠站）與伴隨的商业建筑。 
科基斯維爾在內戰中受創。南方邦聯士兵进入巴尔的摩地区，打算从北部截斷本城與华盛顿與聯邦其他地區的聯繫 。 1864年7月10日， 布萊德雷·约翰逊将军率领的邦聯骑兵进入科基斯维尔，摧毁了北方中央铁路的电报线和铁轨。 他们还烧毁了火药河上的第一座桥，在阿什兰（Ashland）附近。 
战后，约书亚·科基三世（Joshua F. Cockey III，1837–1920年）在社区内建立了科基斯維爾国家银行（National Bank of Cockysville，1891年）和其他商业机构，并在约克收费公路（York Turnpike）（现为约克路 ）上進行地產開發。   

## 工商业
德州采石场靠近83號州際公路和瓦伦路的交汇处，历史可追溯至19世纪，生产石灰石和大理石 ，包括华盛顿纪念碑建築第一階段（1848-54年）使用的大理石，也就是纪念碑的下半部分所使用者。在建设的第二阶段（1880–84年），纪念碑必须使用颜色略有不同的石材完成，其中大部分来自比佛水坝路与麦考密克路交汇处的比佛水坝采石场 （现为比佛水壩池）。  
1836年，当地的大理石块也被用作巴尔的摩和萨斯奎汉纳铁路 （后来成为北方中央铁路的一部分 ）的帕多尼亚路段的枕木。使用大理石代替木材是一项实验，但很快就被放弃了。 

## 运输

### 道路
- 巴尔的摩-哈里斯堡高速公路 （I-83）
- 比佛水坝路
- 克兰布鲁克路
- 麦考密克路
- 帕多尼亚路
- 纸廠路 （MD-145）
- 沙旺路
- 塔夫顿大街
- 沃伦路 （MD-943）
- 约克路 （MD-45）

### 公共交通工具
巴爾的摩轻轨线贯穿科基斯維爾，設站於華伦路站。 
93路公車沿约克路和该地区的其他道路行驶。 

### 北方中央铁路

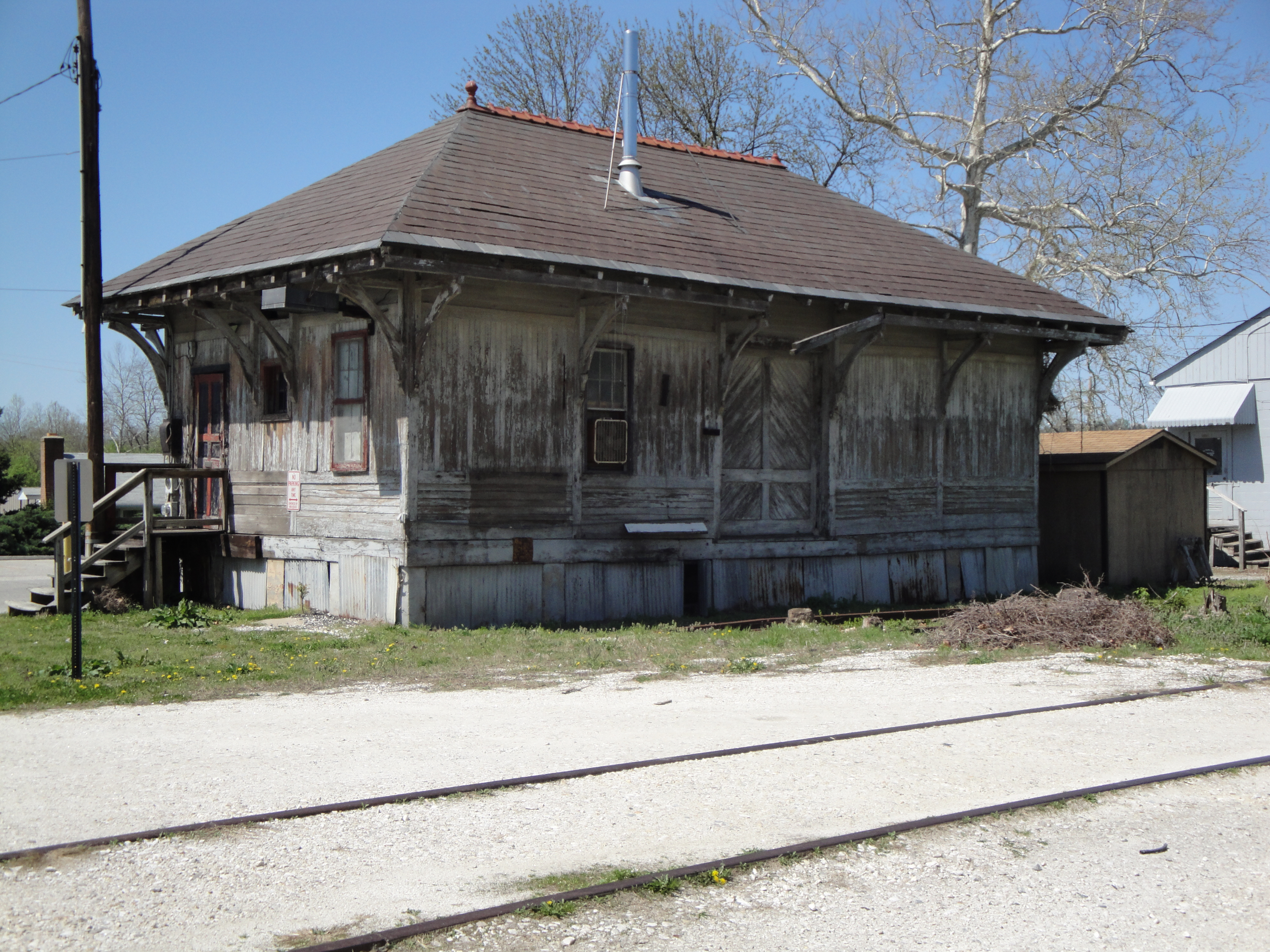
原科基斯維爾貨運站，2011年

曾经有宾夕法尼亚铁路公司（PRR）的全资子公司北方中央铁路公司的路線經過，科基斯維爾位于賓州鐵路的巴尔的摩-哈里斯堡干线上，直到1960年代，有许多州际旅客列车通过了，例如開往芝加哥的Liberty Limited和General號列車。 
亚伯拉罕·林肯 （ Abraham Lincoln）总统也曾於1863年搭乘北方中央铁路列車，經過科基斯維爾到达宾夕法尼亚州蓋茲堡发表演说 。 不到两年之后，即1865年4月21日，林肯的丧葬火车也从华盛顿特区驶过科基斯維爾開往他在伊利诺伊州斯普林菲尔德的安息之地。  
巴尔的摩轻轨线在科基斯維爾以南使用了北方中央鐵路的舊路廊（以北的路廊現在成為Torrey C. Brown 鐵路步道） 。

## 經濟數據
根据2007年的估计，家庭收入中位數是92,392美元 ）。 男性的平均收入为40,732美元，女性为32,177美元。 国民平均收入是$ 29,080。 大约4.7％的家庭和8.2％的人口处于贫困线以下 ，低於18歲者有7.1％，高於65歲者是5.5％。